# Ordem (biologia)

Estrutura hierárquica da classificação científica utilizada em biologia.

Ordem (latim: ordo, plural ordines) é um taxon de alto nível hierárquico utilizado no sistema de classificação científica dos seres vivos para agrupar famílias constituídas por espécies que apresentam entre si um elevado grau de semelhança morfofuncional. Com o aparecimento da cladística as ordens tendem a agrupar organismos que apresentam uma ancestralidade comum de que resulta um elevado grau de semelhança genómica. Em termos de hierarquia, a ordem é uma categoria que se localiza entre a classe e a família, podendo ser incluída num taxon intermédio, a superordem. A nomenclatura formal das ordens depende do domínio em que se insira, sendo regulada pelo respectivo código de nomenclatura biológica. A primeira utilização do conceito de ordem (e não apenas a sua consideração como género superior ou genus summum) deve-se ao botânico alemão Augustus Quirinus Rivinus na década de 1690. Carolus Linnaeus foi o primeiro que aplicou a categoria de forma consistente na sua obra Systema Naturae (1735).

## Botânica
Categoria taxonômica constituída por um conjunto de Famílias, e hierarquicamente inferior à Classe. É estabelecida por características filogenéticas, mais do que as da Divisão e Classe.

## Zoologia
É uma categoria taxonômica do Código Internacional de Nomenclatura Zoológica, estando abaixo de Classe e acima de Família.

## Hierarquia taxonômica
Para alguns clados, certas classificações adicionais são utilizadas, conforme tabela a seguir. 
| Nome       | Significado do prefixo       | Exemplo          |
| ---------- | ---------------------------- | ---------------- |
| Magnordem  | magnus: grande, importante   | Epitheria        |
| Superordem | super: acima                 | Euarchontoglires |
| Ordem      |                              | Primates         |
| Subordem   | sub: sob                     | Haplorrhini      |
| Infraordem | infra: abaixo                | Simiiformes      |
| Parvordem  | parvus: pequeno, irrelevante | Catarrhini       |

Em sua classificação de mamíferos de 1997, McKenna e Bell utilizaram ainda dois níveis adicionais entre Superordem e Ordem: "Grandordem" e "Mirordem".